# مارگالیتا چاکناشویلی
 مارگالیتا چاکناشویلی (گرجی: მარგალიტა "მაკა" ჩახნაშვილი؛ زادهٔ ۹ دسامبر ۱۹۸۲) یک تنیس‌باز اهل گرجستان است.